# Modo eolio
Il modo eolio è un modo musicale o, nell'uso moderno, una scala diatonica corrispondente alla scala minore naturale.
Il modo minore naturale (detto anche "eolio" o "eolico") si ottiene utilizzando la stessa sequenza di toni e semitoni del modo maggiore a partire dal sesto grado relativo.
Per questo motivo gli intervalli (toni e semitoni) sono disposti in un altro modo rispetto alla scala maggiore:
| tono-semitono-tono-tono-semitono-tono-tono |
| ------------------------------------------ |

Rispetto alla scala maggiore, il terzo, il sesto e il settimo grado sono abbassati di un semitono.
Oltre a quella naturale esistono altri due tipi di scala minore, una detta "melodica" ed una detta "armonica".
La scala "melodica" è usata dalle voci nei passaggi melodici:
| tono-semitono-tono-tono-tono-tono-semitono |
| ------------------------------------------ |

che applicato a partire dalla nota La genera la scala melodica di La Minore:
| La-Si-Do-Re-Mi-Fa♯-Sol♯-La |
| -------------------------- |

In questo caso per mantenere la struttura di toni e semitoni si introducono ben due alterazioni alla scala minore naturale (La-Si-Do-Re-Mi-Fa-Sol), necessarie per ottenere il semitono finale detto sensibile, nota cardine dell'armonia occidentale. La particolarità della scala minore melodica sta nell'avere come successione ascendente quella suindicata, mentre la successione discendente ritorna alla scala minore naturale:
| La-Sol-Fa-Mi-Re-Do-Si-La |
| ------------------------ |

La scala minore detta "armonica" è usata per la formazione degli accordi e si differenzia per la sesta nota, mantenendo però lo stesso schema sia in ascesa che in ritorno:
| tono-semitono-tono-tono-semitono-(tono+semitono)-semitono |
| --------------------------------------------------------- |
| La-Si-Do-Re-Mi-Fa-Sol♯-La - La-Sol♯-Fa-Mi-Re-Do-Si-La     |

Nella musica popolare e moderna (soprattutto nel jazz) la scala utilizzata nel modo minore è molto spesso quella utilizzata nel modo dorico, ottenuta suonando una scala maggiore a partire dal secondo grado. Ad esempio la scala di Re minore dorico:
| tono-semitono-tono-tono-tono-semitono-tono |
| ------------------------------------------ |
| Re-Mi-Fa-Sol-La-Si-Do-Re                   |

Nella musica moderna in generale, i modi minori sono tutti caratterizzati dalla distanza di terza minore (tre semitoni) del terzo grado della scala.